# مقاطعة إبرندس
مقاطعة إبرندس أو إبرنطس أو برينديزي (بالإيطالية: Provincia di Brindisi)‏، مقاطعة بجنوب شرق إيطاليا في إقليم بوليا سكانها أكثر من 403.786 نسمة ومساحتها 1839 كيلومتر مربع ويوجد بها 20 مدينة وبلدة أقصى، عاصمتها مدينة إبرندس (أي أبرنطس)، مطلة على بحر البنادقة من جهة الشمال، ويحدها من الشمال الغربي مقاطعة باري، ومن الغرب والجنوب الغربي مقاطعة طارنتومن الجنوب الشرقي مقاطعة ليتشي.

## أهم المدن
| المدينة             | الاسم بالإيطالية      | السكان |
| ------------------- | --------------------- | ------ |
| إبرندس              | Brindisi              | 89,422 |
| فاسانو              | Fasano                | 38,552 |
| فرانكافيلا فونتانا  | Francavilla Fontana   | 36,349 |
| أوستوني             | Ostuni                | 32,720 |
| ميسانيي             | Mesagne               | 28,136 |
| تشلي ميسابيكا       | Ceglie Messapica      | 20,794 |
| سان فيتو دي نورماني | San Vito dei Normanni | 19,819 |